# Gheorghe Costin (dirijor)
Gheorghe Costin (n. 1 mai 1955, Baia Mare) este un dirijor român.